# رودخانه باکسان
باوسان یا آزائو (روسی: Баксан, Азау) رودخانه ای در جمهوری کاباردینو-بالکاریا در روسیه است. این رودخانه قبل از پیوستن به شمال شرق رودخانه تِرک به رودخانه ملکا می‌پیوندد. باکسان ۱۶۹ کیلومتر (۱۰۵ مایل) طول، با حوضه زهکشی ۶٬۸۰۰ کیلومتر مربع (۲٬۶۰۰ مایل مربع) باکان از یخچال‌های طبیعی در دامنه جنوبی کوه البروس سرچشمه می‌گیرد. سرشاخه‌های قابل توجه Chegem و Cherek هستند. در صعود شما از رودخانه، شهر باکسان و تیرنیوز در کنار آن قرار دارند و یک نیروگاه برق ۲۵ مگاواتی بر روی رودخانه وجود دارد.
باکسان همچنین محل تلسکوپ سوئیچ زیرزمینی باکسان (BUST) رصدخانه نوترینو باکسان است.